# Musaranya de Hutterer
La musaranya de Hutterer (Crocidura tansaniana) és una espècie de mamífer eulipotifle de la família de les musaranyes (Soricidae)
endèmica de Tanzània.